# Uxeau
Uxeau és un municipi francès situat al departament de Saona i Loira i a la regió de Borgonya - Franc Comtat. L'any 2009 tenia 516 habitants.

## Història
| Data d'elecció                           | Identitat               | Partit | Qualitat |
| ---------------------------------------- | ----------------------- | ------ | -------- |
| 1983-2008                                | Jean-Claude Dauvillaire | PCF    |          |
| 2008-                                    | Daniel Detample         |        |          |
| les dades anteriors no són pas conegudes |                         |        |          |
|                                          |                         |        |          |

## Demografia
| A partir de 1990: Població sense dobles comptes |